# 普通黃道蟹
普通黃道蟹（學名：Cancer pagurus），亦称食用黄道蟹、麵包蟹、玫瑰蟹或按其英語俗稱直譯為棕蟹，是分佈在北海、北大西洋及地中海的一種蟹。它們的體型粗壯，呈紅褐色，甲殼呈圓形，鉗端黑色。它們闊達25厘米及重3公斤。
普通黃道蟹在東北大西洋非常豐富，北至挪威，南至北非。它們棲息在淺水的潮下帶至100米水深的地方。它們經常會躲在石縫及岩穴間，有時也會走在開放的地方。較為細小的個體會住在海濱帶的岩石下。

## 行為
普通黃道蟹是夜間活動的，日間會將自己埋在底質中，夜間會游上達50米的地方覓食。它們一般吃底棲帶的動物，如甲殼類及軟體動物。它們強壯的鉗可以打碎甲殼及螺殼。雄蟹對其他雄蟹是帶有極度攻擊性的，甚至會互相撕殺。雄蟹會按照同類的鉗來辨別性別，因雌蟹的鉗較為細小。
普通黃道蟹的天敵是大型魚類及頭足綱，其幼體會被多種浮游生物所吃，而幼蟹則會被海鳥所掠食，成蟹有機會被較大的章魚捕食。
由於普通黃道蟹的大小，它們比其他蟹行動較慢，但有強壯的鉗作為補償。它們可以將自己藏身在沙中以避開掠食者。若被捉住，它們會將步足及鉗都放在腹部，用來保護這個脆弱的部位。

## 外觀

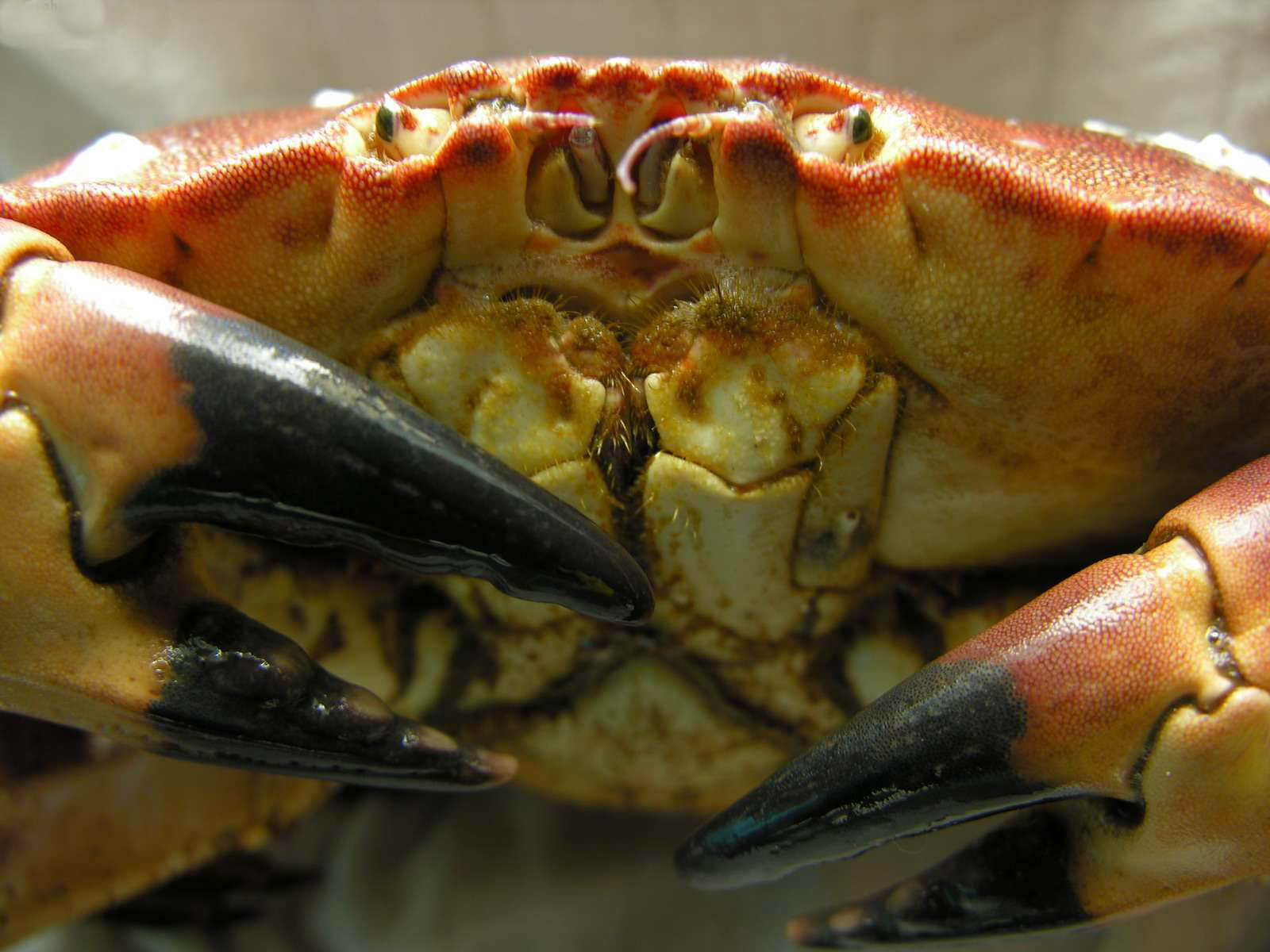
普通黃道蟹的口器及鉗。

普通黃道蟹的甲殼呈紅褐色，幼體的呈紫褐色，有些有時其上有白色斑點。一般而言，雄蟹的甲殼長9厘米，闊15厘米，極端的甚至闊達25厘米。甲殼摺疊至腹部形成鰓室。
第一步足為一對強壯的鉗，鉗指及掌指都是黑色的。其他步足有短的剛毛覆蓋，尖端黑色及尖銳。由前看可以清楚分辨大小觸角。眼睛也是位於前方的窩內。口器由第三顎足所組成，其後有另外兩對顎足，最後才是顎部。
腹部退化及摺疊至甲殼底。雄蟹及雌蟹的腹部有不同形狀：雄蟹的相對較窄，雌蟹的較闊。在腹部以下藏有性器官及肛門。它們一般會在水中繁殖。雄蟹會捕捉及壓住雌蟹，一直到雌蟹脫殼。在新甲殼硬化前就會受精。受精卵的數量可以達到2萬个，並帶在雌蟹的腹下至孵化為止。孵化後的是浮游的蚤狀幼體，接著會發育為後期幼體、大眼幼體及最後的幼蟹。幼蟹最特別的是其發育良好的腹部，及後會逐漸變細及摺疊到胸板以下。

## 漁業
普通黃道蟹被大量捕捞。英國漁業法律禁止捕捞體型過小的蟹，只容許捕捞大於14厘米（英吉利海峽及西南半島，56°N以北）、11.5厘米（北諾福克區）、13厘米（其餘所有北海海域）。另外各地也有其他的法律限制对其的捕捞。在挪威，羅加蘭郡以北只可以捕捞大於13厘米的蟹，以南的地區則要大於11厘米。
挪威每年捕获的普通黃道蟹有8500噸、英國為2萬噸、愛爾蘭為1萬3000噸、法國為8500噸，全球總捕获量為4萬5000噸。

## 外部連結
- （英文）Dressed crab （页面存档备份，存于），BBC Food食譜